# Naturschutzgebiet Kronwald
Das Naturschutzgebiet Kronwald ist ein 114 Hektar umfassendes Naturschutzgebiet in Mecklenburg-Vorpommern und führt die Kennnummer 42. Es befindet sich in einem als Drosedower Wald bezeichneten Waldgebiet fünf Kilometer nördlich von Demmin. Der Krongraben bildet die nördliche Grenze. Die Ausweisung erfolgte am 12. Dezember 1957 mit dem Ziel einen grund- und stauwasserbeeinflussten Laubmischwald zu erhalten, der für die Ebenen Vorpommerns typisch ist.
Das Naturschutzgebiet ist nach EU-Recht als Vogelschutzgebiet und FFH-Gebiet eingestuft. Es wird wissenschaftlich als Naturwaldreservat untersucht. Der aktuelle Gebietszustand wird nur als befriedigend angesehen, da der Wasserhaushalt durch Absenkung des Wasserspiegels nicht den natürlichen Gegebenheiten entspricht. Es existieren keine öffentlichen Wege im Gebiet. Die Straße vom Bahnhof Toitz-Rustow grenzt südlich an die Flächen.

## Geschichte und Wasserhaushalt

Junger Birkenbruch

Die Flächen des heutigen Naturschutzgebiets liegen eingebettet in flach ausgeprägtes Urstromtal, welches sich während der letzten Eiszeit ausbildete. Eine Waldbedeckung ist seit Jahrhunderten typisch für das Gebiet. Verschiedene Karten, wie die Lubinsche Karte von 1618, die Schwedische Matrikelkarte aus dem Jahr 1697 sowie die Schmettausche Karte von 1780 zeigen eine Laubwaldbestockung mit Eiche, Buche, Birke, Erle und Zitter-Pappel. Der Wald wurde als Mittel- und Niederwald bewirtschaftet. Nach Ende des Dreißigjährigen Krieges fielen die Flächen in das Eigentum des Königreichs Schweden. Umfangreiche Holzentnahmen erfolgten nach Ende des Zweiten Weltkrieges im Rahmen von Reparationslieferungen. Der Altholzanteil ist aktuell daher gering.

## Pflanzen- und Tierwelt
Hauptbaumarten im Naturschutzgebiet sind Rotbuche, Esche und Schwarz-Erle. In der Krautschicht wachsen Breitblättrige Glockenblume, Fuchs’ Knabenkraut, Grünliche Waldhyazinthe und Breitblättrige Sitter. In den feuchten Senken eingestreut finden sich Erlenbrüche.
Brutvögel sind Zwergschnäpper, Waldbaumläufer, Misteldrossel, Weidenmeise, Mäusebussard, Rotmilan sowie Schreiadler. Amphibien kommen zahlreich vor, darunter Moor- und Grasfrosch und Ringelnatter. An Schmetterlingsarten wurden Kaisermantel, Großer Schillerfalter und Perlmuttfalter beobachtet.